# Ana Sátila
Ana Sátila Vieira Vargas (Iturama, 13 de março de 1996) é uma canoísta brasileira.
Nascida no Triângulo Mineiro, cresceu em Primavera do Leste, no Mato Grosso. Seu pai era construtor e professor de natação, e assim Sátila teve muito contato com o esporte. Antes de entrar para a canoagem aos 9 anos, treinou boxe e natação, no mesmo rio das Mortes no qual aprendeu a remar. Percebendo seu potencial para o esporte, se mudou para Foz do Iguaçu, onde a seleção brasileira de canoagem treinava, junto da mãe, que passou a trabalhar na pousada dos atletas. Com 12 anos já era campeã brasileira.
Treinada pelo italiano Ettore Vivaldi, foi, com apenas 16 anos, a mais jovem atleta da delegação brasileira nos Jogos de Londres-2012. Em seguida foi campeã mundial júnior em 2014 e vice-campeã SUB23 em 2015. Ganhou ouro e prata nos Jogos Pan-Americanos de 2015, e competiu na sua segunda Olimpíada durante os Jogos do Rio 2016.
É estudante de Educação Física na UNINTER, e sargento da Força Aérea Brasileira, à qual se uniu para conseguir benefícios do programa de militares atletas.
Em 18 de outubro de 2020, faturou um ouro inédito para a canoagem brasileira na etapa de Tacen, na Eslovénia, ao vencer o C-1.
Número 3 do ranking mundial, Ana Sátila se tornou a primeira mulher do Brasil a chegar a uma decisão olímpica na canoagem slalom. Nos Jogos de Tóquio 2020, ficou na décima e última posição na final, após ficar com a marca de 164s71 na sua descida. Ela perdeu 2s numa primeira penalidade na porta 7, e depois perdeu a porta 22, o que aumentou em mais 50s o seu tempo final, que ficou em 164s71. Se não tivesse o desconto da porta que não passou, Ana Sátila seria a quarta colocada na final.
Em outubro de 2023, nos Jogos Pan-americanos de Santiago, Ana conquistou duas medalhas de ouro competindo nas categorias C1 e caiaque cross. É atleta do Botafogo de Futebol e Regatas desde 2023.
Nas Olimpíadas de Paris 2024, Ana foi finalista das duas provas de slalom individuais, ficando em quarto no caiaque e quinto na canoa. No caiaque cross, chegou à semifinal, onde se classificaria na segunda posição antes de um choque com Angèle Hug  na última baliza que levou a uma ultrapassagem e eliminação, e Sátila terminou na oitava posição após a final B. Os bons resultados associados com a alta frequência das provas, com Ana fazendo 15 descidas em 10 dias, a tornaram popular com a torcida brasileira. Depois dos Jogos, resolveu tratar uma lesão no ombro que quase a tirou da Olimpíada, pulando as etapas seguintes da Copa do Mundo de slalom.
Sua irmã mais nova Omira Estácia Neta seguiu seus passos na canoagem, sendo medalhista no Pan de 2023 e indo para Paris 2024 como possível reserva. É noiva do remador olímpico Lucas Verthein.

## Participação em Olimpíadas
| Evento              | Resultados          | Resultados          | Resultados          | Resultados          | Resultados          | Resultados          | Resultados          |                     |
| Evento              | Tempo 1ª descida    | Tempo 2ª descida    | Posição             | Semifinal           | Posição             | Final               | Posição geral       |                     |
| Slalom K-1 feminino | Slalom K-1 feminino | Slalom K-1 feminino | Slalom K-1 feminino | Slalom K-1 feminino | Slalom K-1 feminino | Slalom K-1 feminino | Slalom K-1 feminino | Slalom K-1 feminino |
| ------------------- | ------------------- | ------------------- | ------------------- | ------------------- | ------------------- | ------------------- | ------------------- | ------------------- |
| Londres 2012        | 179s92              | 110s83              | 16ª                 | Não avançou         | Não avançou         | Não avançou         | 16ª                 |                     |
| Rio 2016            | 110s80              | 149s12              | 17ª                 | Não avançou         | Não avançou         | Não avançou         | 17ª                 |                     |
| Tóquio 2020         | 108.22              | 106.82              | 7ª                  | 114.62              | 13ª                 | Não avançou         | 13ª                 |                     |
| Paris 2024          | 98.83               | 96.88               | 4ª                  | 102.23              | 5ª                  | 100.69              | 4ª                  |                     |
| Slalom C-1 feminino |                     |                     |                     |                     |                     |                     |                     |                     |
| Tóquio 2020         | 120.56              | 109.90              | 4ª                  | 114.27              | 3ª                  | 164.71              | 10ª                 |                     |
| Paris 2024          | 109.95              | 105.16              | 5ª                  | 109.88              | 5ª                  | 112.70              | 5ª                  |                     |